# Reforme Taika
Reforme Taika (大化の改新 Taika no Kaišin) je skupno ime za niz doktrin, ki jih je leta 645 vpeljal cesar Kotoku (孝徳天皇 Kotoku-teno). Napisane so bile kmalu po smrti princa Šotokuja in porazu klana Soga (蘇我氏 Soga no udži), kar je združilo Japonsko. Reforme so tudi v umetnosti označevale konec obdobja Asuka in začetek obdobja Hakuho. Prestolonaslednik Naka no Oe (ki je kasneje vladal kot cesar Tendži), Nakatomi no Kamatari in cesar Kotoku so se skupaj lotili reformiranja. Cesar Kotoku je kasneje sprejel ime "Taika" (大化) ali "velike sprememba/reforma".
Reforme so se začele z zemljiško reformo, ki je temeljila na konfucijanskih idejah in filozofiji s Kitajske, vendar je bil pravi cilj reform, da bi dosegli večjo centralizacijo in povečati moč cesarskega dvora, ki je prav tako temeljil na vladni strukturi s Kitajske. Odposlanci in študenti so bili napoteni na Kitajsko, da se naučijo na videz vsega, od kitajskega sistema pisanja, književnosti, religije, arhitekture, ter celo prehranskih navad iz tistega časa. Vplivi reform se še danes poznajo v japonskem kulturnem življenju.

## Ozadje
Po koncu vladavine regenta, princa Šotokuja Tenčija, se je klan Soga, iz katerega izhajajo njegovi predniki, polastil hegemonije nad cesarskim dvorom. Klan je nasprotoval Šotokujevem sinu Jamaširu Oetu in ga dal leta 643 ubiti. Pod vladavino cesarice Kogjoku je bil vodja klana Soga no Iruka tako rekoč vsemogočni vladar na dvoru. Proti tej diktaturi klana so nastopili cesarjev brat Karu, cesarjev sin Naka no Oe, princev prijatelj Nakatomi no Kamatari in cesarjev zet Soga no Išikavamaro (Irukov bratranec). Skupaj so končali Irukov režim z državnim udarom leta 645 (Incident išši). Ko je Kogjoku predala oblast, je Karu postal cesar Kotoku. Novi cesar je skupaj s princem Naka no Oetom izdal serijo reformnih ukrepov, ki so bili v letu 646 zbrani v odredbe reform Taika. V tem času sta dva šolnika, Takamuko no Kuromaro in svečenik Min (oba sta spremljala Ono no Imoka na misiji h kitajski dinastiji Sui, kjer so ostali preko desetletja), prejela naziv Kuni no Hakase (国博士; narodni doktorat). Verjetno sta imela veliko vlogo pri sestavljanju odredb, ki so ustanovili japonski cesarski sistem in vlado. Vladar več ni bil vodja klana, ampak cesar (teno), ki drži absolutno avtoriteto.
Iz današnjega gledišča so reforme Taika koherenten sistem, s katerim so harmonizirali mnoge inherentno disonantne faktorje, a so se vpeljevale v več korakih v razponu več let.
Reformne odredbe so močno okrnile neodvisnost regionalnih uradnikov in ustanovile cesarski dvor kot agencijo za pozive in pritožbe ljudstva. Z zadnjimi odredbami so želeli končati nekatere prakse v družbi, kar bi japonsko družbo približalo kitajski. Kljub temu je trajalo več stoletij, da se je na Japonskem prijel koncept cesarja po kitajskem vzoru.